# 陳水潭
陳水潭（1897年11月7日—1956年2月14日）南投縣名間鄉赤水村人，台灣醫師與政治人物，中國國民黨籍，曾任豐原鎮鎮長、臺灣省臨時省議會第一屆議員、臺中縣縣長。為台中縣地方派系黑派的創始者。

## 生平
其父早逝，自幼由其母親撫養長大。其兄陳彩龍自幼成績優異，考取醫科，成為台中地區的著名醫師。
陳水潭於1917年考入臺灣總督府醫學校就讀。1922年，畢業後，曾服務於日本赤十字社臺灣支部與臺灣總督府臺中醫院（今部立臺中醫院）婦科。隨後在其岳父林全福與兄長陳彩龍的支持下，至日本東京帝國大學附屬醫院進行研究，1925年畢業於日本醫學專門學校。回台灣之後，於豐原開設診所。
1945年－1951年期間，獲派擔任豐原鎮鎮長，期間1950年臺灣的行政區由8縣9市重新劃分為16縣5市。豐原鎮、清水鎮爆發縣治之爭（原臺中縣治設於員林鎮），雙方人馬紛紛發動連署，向當時的臺灣省參議會陳情。爾後延續到第一屆臺中縣長選舉，陳水潭與清水鎮長蔡卯生再次槓上，後來演變成臺中縣的黑派與紅派之爭。
1951年，參選第一屆台中縣長，敗給林鶴年，落選。1952年，參選臺灣省臨時省議會，當選第一屆議員。1954年，當選第二屆台中縣長。1956年，在台中縣長任內，於2月14日因腎結石過世。

## 家庭
族人有陳炘、陳庚金、陳傑儒等。
其妻陳林雪霞在其死後繼承其政治衣缽，擔任四屆臺灣省議員。其女陳淑惠，與醫師林秋江結婚，其外孫有林靜芸、林于昉等人。
其兄陳彩龍於1954年當選臨時省議員，其四子陳端堂於1972年中華民國縣市長選舉當選台中市市長。陳端堂媳婦張溫鷹後也當選台中市市長。

## 外部連結
- 臺灣省臨時省議會第一屆議員，陳水潭 （页面存档备份，存于）
- 吳憶雯〈陳彩龍與陳水潭家族〉